# Eclysippe
Eclysippe is een geslacht van borstelwormen uit de familie van de Ampharetidae.

## Soorten
- Eclysippe eliasoni (Day, 1973)
- Eclysippe trilobata (Hartman, 1969)
- Eclysippe vanelli (Fauvel, 1936)
- Eclysippe yonaguniensis Reuscher & Fiege, 2016